# (9636) Emanuelaspessot
(9636) Emanuelaspessot est un astéroïde de la ceinture principale découvert en 1993.

## Description
(9636) Emanuelaspessot a été découvert le 17 décembre 1993 à l'Observatoire astronomique de Farra d'Isonzo, situé dans la commune de Farra d'Isonzo, dans la province de Gorizia (Frioul-Vénétie Julienne), en Italie, par Observatoire astronomique de Farra d'Isonzo.

### Caractéristiques orbitales
L'orbite de cet astéroïde est caractérisée par un demi-grand axe de 3,18 UA, un périhélie de 3,04 UA, une excentricité de 0,04 et une inclinaison de 15,81° par rapport à l'écliptique. Du fait de ces caractéristiques, à savoir un demi-grand axe compris entre 2 et 3,2 UA et un périhélie supérieur à 1,666 UA, il est classé, selon la JPL Small-Body Database, comme objet de la ceinture principale.

### Caractéristiques physiques
(9636) Emanuelaspessot a une magnitude absolue (H) de 13,5 et un albédo estimé à 0,117.